# 1003 (عدد)
ألف وثلاثة 1003 هو عدد صحيح، يلي العدد 1002 وويسبق العدد 1004.

## في الرياضيات

### خصائص
- عدد طبيعي.[3]
- عدد فردي.[4]

- عدد موجب،[5] السالب منه هو -1003.[6]

## في التاريخ
- 1003 هـ هي سنة في التقويم الهجري.
- 1003 م هي سنة في التقويم الميلادي.

## وصلات خارجية
الأعداد الصاتمة، ديوان اللغة العربية.